# Jón Sigurðsson (1811–1879)

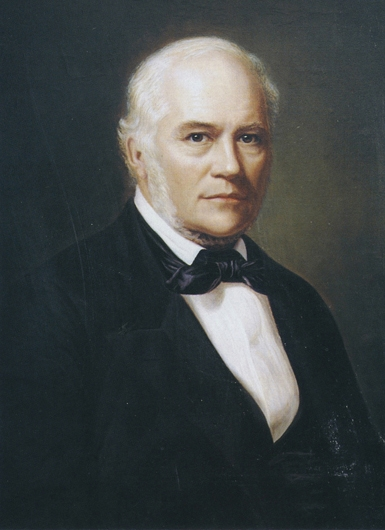
Jón Sigurðsson, målad av Þórarinn B. Þorláksson.

Jón Sigurðsson, född 17 juni 1811 i Hrafnseyri vid Arnarfjörður, död 7 december 1879, var en isländsk politiker, språkforskare och historiker. 

## Biografi
Sigurðsson var ledare för den isländska självständighetsrörelsen under 1800-talet och var från 1845 ledamot för denna i alltinget. Vid den grundlagstiftande nationalförsamlingen 1848 krävde han sitt lands självständighet. År 1855 framtvingade han monopolhandelns upphävande på Island och medverkade i utarbetandet av Islands författning 1874.
Sigurðssons födelsedag, den 17 juni, är Islands nationaldag.